# Santiago Amengual
Le général Santiago Amengual Balbontín (Quillota; 23 mars 1815 - † Santiago du Chili; 29 avril 1898), fut un militaire chilien, fils don Santiago Amengual Castabella et de doña Rosario Balbontín et père du capitaine de frégate Recaredo Amengual Novajas.